# Jolijn van de Wiel
Jolijn van de Wiel (Drunen, 21 september 1992) is een Nederlands actrice die haar acteerdebuut maakte in Hoe overleef ik mezelf? In deze bioscoopfilm naar de populaire boeken van Francine Oomen speelt Jolijn de hoofdrol van de fantasierijke en gevoelige Rosa.
Voordat ze de stap maakte naar het witte doek, deed Jolijn acteerervaring op met het spelen in verschillende schoolmusicals. In juni 2009 werd ze toegelaten tot de Landelijke Oriëntatiecursus Theaterscholen (LOT) in Utrecht, waar zij vanaf september 2009 is klaargestoomd voor de toneelschool. Op zaterdagavond 1 mei 2010 was Jolijn te zien in een gastrol in de VARA-komedieserie Kinderen geen bezwaar. Op zaterdagmiddag 4 december 2010 was Jolijn te zien in de EO-serie Verborgen Verhalen.

## Filmografie

### Films
| Film                    | Jaar | Rol           | Opmerkingen |
| ----------------------- | ---- | ------------- | ----------- |
| Hoe overleef ik mezelf? | 2008 | Rosa van Dijk |             |

### Tv-series
| Serie                 | Jaar | Rol     | Opmerkingen                                           |
| --------------------- | ---- | ------- | ----------------------------------------------------- |
| Kinderen geen bezwaar | 2010 | Chantal | Seizoen 1 Aflevering 25 "Gele plekjes"                |
| Verborgen Verhalen    | 2010 | Sandra  | Seizoen 3 Aflevering 4 "Prinses"; Aflevering 6 "Saus" |
| Seinpost Den Haag     | 2011 | Milou   | Seizoen 1 Aflevering 1 "De Keuze"                     |